# エイメット郡 (ミシシッピ州)
エイメット郡（英: Amite County、[ˈeɪ.mɛt]）は、アメリカ合衆国ミシシッピ州の南西部に位置する郡である。2010年国勢調査での人口は13,131人であり、2000年の13,599人から3.4%減少した。郡庁所在地はリバティ町（人口728人）であり、同郡で人口最大の町はグロスター町（人口960人）である。郡名は郡内を流れるエイメット川から採られた。エイメットという言葉はフランス語の amitié から採られており、「友情」を意味している。
エイメット郡はマコーム市小都市圏に属している。

## 地理
アメリカ合衆国国勢調査局に拠れば、郡域全面積は731.64平方マイル (1,894.9 km2)であり、このうち陸地729.60平方マイル (1,889.7 km2)、水域は2.04平方マイル (5.3 km2)で水域率は0.28%である。

### 主要高規格道路
- アメリカ国道98号線
- ミシシッピ州道24号線
- ミシシッピ州道33号線
- ミシシッピ州道448号線
- ミシシッピ州道569号線
- ミシシッピ州道570号線
- ミシシッピ州道567号線
- ミシシッピ州道568号線
- ミシシッピ州道571号線
- ミシシッピ州道584号線

### 隣接する郡
- フランクリン郡 - 北
- リンカーン郡 - 北東
- パイク郡 - 東
- タンジパホア郡 (ルイジアナ州) - 南東
- セントヘレナ郡 (ルイジアナ州) - 南
- イーストフェリシアナ郡 (ルイジアナ州) - 南西
- ウィルキンソン郡 - 西

### 国立保護地域
- ホモチット国立の森（部分）

## 人口動態
以下は2000年の国勢調査による人口統計データである。
| 基礎データ - 人口: 13,599人 - 世帯数: 5,271 世帯 - 家族数: 3,879 家族 - 人口密度: 7人/km2（19人/mi2） - 住居数: 6,446軒 - 住居密度: 3軒/km2（9軒/mi2） 人種別人口構成 - 白人: 56.42% - アフリカン・アメリカン: 42.65% - ネイティブ・アメリカン: 0.13% - アジア人: 0.08% - 太平洋諸島系: 0.01% - その他の人種: 0.21% - 混血: 0.49% - ヒスパニック・ラテン系: 0.83% | 年齢別人口構成 - 18歳未満: 26.0% - 18-24歳: 8.5% - 25-44歳: 25.6% - 45-64歳: 24.6% - 65歳以上: 15.3% - 年齢の中央値: 38歳 - 性比（女性100人あたり男性の人口） - 総人口: 93.3 - 18歳以上: 89.8 世帯と家族（対世帯数） - 18歳未満の子供がいる: 31.2% - 結婚・同居している夫婦: 53.1% - 未婚・離婚・死別女性が世帯主: 16.3% - 非家族世帯: 26.4% - 単身世帯: 24.5% - 65歳以上の老人1人暮らし: 12.0% - 平均構成人数 - 世帯: 2.58人 - 家族: 3.06人 | 収入と家計 - 収入の中央値 - 世帯: 26,003米ドル - 家族: 31,256米ドル - 性別 - 男性: 28,306米ドル - 女性: 16,173米ドル - 人口1人あたり収入: 14,048米ドル - 貧困線以下 - 対人口: 22.6% - 対家族数: 19.3% - 18歳未満: 29.7% - 65歳以上: 22.2% |

## 都市と町

### 町
- センタービル（大半はウィルキンソン郡）
- クロスビー（一部はウィルキンソン郡）
- グロスター
- リバティ - 郡庁所在地

### 未編入の町
- コールズ
- ジルズバーグ
- スミスデール